# Спина
Спи́на (лат. dorsum) — задня сторона тулуба, що тягнеться від нижньої частини шиї до попереку.
Спина утворюється хребтом, задніми фрагментами ребер, а також розташованими на них м'якими тканинами. По центру спини зверху вниз проходить помітна борозна, в якій видно хребет і хребці. Її обмежує по обидві сторони згусток м'язів, що проходить уздовж спини. Сильна спинна мускулатура складається з п'яти шарів і служить підтримці, розтягуванню й обертанню хребта, підняттю й опусканню ребер, руху плечей і рук.